# Гарри Поттер и Проклятое дитя
«Гарри Поттер и Проклятое дитя» (англ. Harry Potter and the Cursed Child) — пьеса, состоящая из двух частей (4 акта), премьера которой состоялась 30 июля 2016 года в Лондоне в театре Палас. Её авторами стали писатель и сценарист Джек Торн, режиссёр Джон Тиффани и создательница поттерианы Джоан Роулинг.
Премьера книги с текстом пьесы состоялась 31 июля 2016 года (в России — 7 ноября 2016 года).

## Сюжет
Действие начинается сразу после эпилога книги «Гарри Поттер и Дары Смерти». Гарри Поттер и его жена Джинни Уизли встречаются с Роном и Гермионой на вокзале Кингс-Кросс при отправке своих детей в Хогвартс.
В поезде младший сын Гарри Поттера — Альбус Северус Поттер, неуверенный в себе и рефлексирующий мальчик, случайно знакомится с сыном Драко Малфоя — Скорпиусом Малфоем. По прибытии в Хогвартс Альбус Северус получает распределение не в Гриффиндор к своему старшему брату Джеймсу, а в Слизерин, куда уже распределился Скорпиус. Выбор шляпы шокирует окружающих. Альбус и Скорпиус становятся друзьями.
Проходит три года, в течение которых Альбус страдает от неуспеваемости, нежелательного внимания со стороны других студентов и собственных сравнений себя со своим знаменитым отцом (как ему кажется — не в свою пользу). И в личном общении между Альбусом и Гарри множатся непонимания. Гарри решает сделать подарки сыновьям накануне их поездки в Хогвартс. Альбус глубоко оскорблён тем, что, старшему брату достаётся мантия-невидимка, а ему — «всего лишь» детское одеяльце Гарри (хотя Гарри считает наоборот: для него единственная вещь, доставшаяся от его родителей — самый ценный дар). В гневе Альбус обливает одеяльце приворотным зельем-подарком Рона.
Скорпиус, добродушный и ироничный, но такой же неуверенный в себе паренёк, терзается от издевательств на почве слухов, что он якобы сын Волан-де-Морта. Ему нравится Роза Уизли, дочь Рона и Гермионы, отважная староста и игрок в квиддич, но та лишь высокомерно презирает «отпрыска Малфоя», а заодно и Альбуса, который с ним водится. Мать Скорпиуса умирает, Альбус поддерживает друга.
Тем временем Гарри и Гермиона, теперь сотрудники Министерства магии, усердно пытаются скрыть существование последнего оставшегося Маховика времени, чтобы сохранить его для дальнейших исследований. В доме у Гарри появляется престарелый Амос Диггори, который пытается убедить Гарри использовать устройство, чтобы вернуться в прошлое и спасти погибшего от рук Волан-де-Морта Седрика Диггори. Гарри отказывается, поскольку это изменит настоящее. Альбус подслушивает разговор и разочаровывается в отце, чуть позже заявив ему, что хотел бы не быть его сыном. Он знакомится с племянницей Амоса, Дельфи, и убеждает Скорпиуса объединиться с ней, чтобы найти Маховик, спасти Седрика и тем самым доказать отцу, что тот не прав.
Для этого Альбус и Скорпиус сбегают из Хогвартс-экспресса, находят Дельфи и уже втроём с помощью оборотного зелья проникают в Министерство магии. Правда, выясняется, что с трудом добытый Маховик сломан, и в прошлое можно попасть только на 5 минут, а потом происходит автоматическое возвращение обратно. Друзья отправляются в прошлое на Турнир Трёх Волшебников, чтобы помешать Седрику выиграть, так как считают, что это поражение в Турнире спасёт его от столкновения с Волан-де-Мортом.
В 1995-м году они переодеваются в студентов Дурмстранга и обезоруживают Седрика во время состязания с драконом. Но юноша всё равно погибает: неудача на первом состязании только усиливает волю к победе… Однако действия Альбуса и Скорпиуса приводят к изменению настоящего: проделки «студентов Дурмстранга» замечает юная Гермиона, подозревающая, что их подговорил Виктор Крам. В результате на Рождественский бал она идёт не с Крамом, а с Роном Уизли. Во время бала она страдает от неловкости Рона так, как в «правильной версии настоящего» страдала Падма Патил… В итоге именно Падма поддерживает Рона после неудачи с Гермионой — и у них завязываются романтические отношения.
Вернувшись в настоящее время, друзья обнаруживают, что Рон теперь женат на Падме, Гермиона стала довольно неприятным и сварливым преподавателем в Хогвартсе, а их дочери Розы не существует вообще. Мальчики решают использовать Маховик ещё раз, чтобы спасти Диггори.
Альбус и Скорпиус отправляются в 1995 год на второе состязание, где унижают Седрика, применив к нему заклятие раздувания. Это снова приводит к нарушению в настоящем: смелый Седрик проигрывает турнир и из-за унижения решает стать Пожирателем смерти. В ходе битвы за Хогвартс он убивает Невилла Долгопупса, который должен был уничтожить Нагайну, последний крестраж Волан-де-Морта. Нагайна остаётся в живых, Волан-де-Морт и его сторонники побеждают в битве и убивают Гарри Поттера.
Скорпиус, вернувшись в современный Хогвартс, обнаруживает, что раз Гарри Поттер был убит, то Альбус не существует, а Хогвартсом управляют Пожиратели Смерти во главе с Долорес Армбридж. Её правая рука — Северус Снегг. Скорпиус, зная о том, что Снегг был двойным агентом и работал на Дамблдора, обращается к нему, объясняя существование другого настоящего, где Гарри Поттер выжил, Волан-де-Морт повержен, а его, Скорпиуса, лучший друг — Альбус Северус Поттер — назван в том числе и в честь преподавателя Зельеварения. Снегг помогает юному Малфою, сводя его с членами подпольного Сопротивления — Роном и Гермионой, которых прячет в Хогвартсе много лет. На прощание Снегг просит передать Гарри свою признательность, что тот назвал сына его именем. Вернувшись в прошлое уже в третий раз, Скорпиус обезвреживает находящихся там себя и Альбуса из прошлого, которые пытаются помешать Седрику.
Друзья воссоединяются в настоящем, которое вернулось к первоначальному состоянию. Они извиняются перед отцами (которые за время отсутствия сыновей наконец примирились) и решают уничтожить незаконный Маховик времени. К ним присоединяется Дельфи, которая внезапно обезоруживает мальчиков. Оказывается, она и есть ребёнок Волан-де-Морта, Проклятое дитя. Она подчинила себе Амоса Диггори, чтобы под предлогом спасения Седрика добраться до Маховика и спасти Волан-де-Морта. Она переносит всех в прошлое, уничтожает Маховик и улетает в неизвестном направлении. Мальчики выясняют, что находятся в октябре 1981 года и понимают, что Дельфи хочет спасти Тёмного Лорда, предупредив его о том, что произойдет, когда он попытается убить маленького Гарри Поттера. Альбус и Скорпиус добираются до Годриковой Впадины, пробираются в дом Поттеров и отправляют в будущее послание из прошлого, написав секретное письмо на детском одеяльце — единственной вещи, которая попадёт к Гарри из родительского дома.
В настоящем Гарри, Джинни, Рон, Гермиона и Драко Малфой обнаруживают исчезновение Альбуса и Скорпиуса. Объединившись, они идут по следу и также выясняют, что Дельфи отнюдь не племянница Амоса Диггори (у него с супругой нет братьев и сестёр), а дочь Волан-де-Морта и Беллатрисы Лестрейндж. Но благодаря верно рассчитанной Альбусом цепочки обстоятельств, Гарри обнаруживает письмо на одеяле и узнает, что дети застряли в 1981 году в Годриковой впадине. Драко признается, что в семье Малфоев сохранился ещё один Маховик времени, уже исправный. Гарри, Драко, Рон, Гермиона и Джинни прибывают в 1981 год, заманивают Дельфи в ловушку и обезвреживают её. Она признаётся, что только лишь хочет знать своего отца, однако Поттер, хотя и удивлён столь невинным мотивом, всё же отвечает, что это невозможно: они не в силах изменить прошлое. Герои должны остаться в прошлом и убедиться в том, что события 31 октября 1981 года остаются неизменными: Гарри становится свидетелем того, как Волан-де-Морт входит в дом его родителей, чтобы убить его. Затем все возвращаются в настоящее, а Дельфи отправляют в Азкабан.
Гарри и Альбус приходят к могиле Седрика Диггори, которую Гарри и так регулярно посещает. Пережитое объединяет их и даёт возможность примириться.

## Восприятие
Пьеса получила положительные отзывы от критиков всех ведущих изданий. Пять звезд постановке присудили The Independent, The Evening Standard, WhatsOnStage.com, The Daily Telegraph. The Guardian присудил постановке 4 звезды. Особенно была отмечена игра Энтони Бойла в роли Скорпиуса Малфоя. Его исполнение называли «прорывом», «многообещающим стартом карьеры». Журнал Variety написал, что его игра особенно выделяется и что этот персонаж точно будет любимым у фанатов саги о Гарри Поттере.
В среде поклонников франшизы большое волнение вызвало то, что на роль Гермионы Уизли-Грейнджер, которую в фильмах играла актриса с европейской внешностью Эмма Уотсон, была выбрана чернокожая актриса Нома Думезвени. Многие были недовольны радикальными изменениями и считали, что это было сделано не ради истории, а лишь для того, чтобы угодить социальным настроениям о расовом разнообразии. Очень большой резонанс вызвал твит Джоан Роулинг, в котором она написала, что согласно канону Гермиона может быть и чернокожей, в то время как фанаты ответили ей цитатой из книги с утверждением обратного, а также собственноручными набросками Роулинг, на которых явно видно, что изначально Гермиона задумана белой. Это вызвало огромную волну общественного внимания в адрес пьесы задолго до премьеры.

## Издание
Практически сразу после премьеры в сети стало публиковаться огромное количество спойлеров. После премьеры второй части, во многих источниках сюжет был упомянут или опубликован целиком.
Обе части пьесы вышли в печатном виде и стали доступны в цифровом формате. Первое издание, которое содержало сценарий предпоказов, было выпущено в продажу 31 июля 2016 года, в день рождения Дж. Роулинг и Гарри Поттера. В 2017 году планируется к выпуску издание окончательного текста, который был утвержден после окончания предпоказов. Согласно CNN, пьеса стала самой предзаказываемой книгой 2016 года.

## Награды и номинации
| Год  | Премия                | Категория                                 | Номинант           | Результат |
| ---- | --------------------- | ----------------------------------------- | ------------------ | --------- |
| 2017 | Премия Лоренса Оливье | Лучшая новая пьеса                        | Лучшая новая пьеса | Победа    |
| 2017 | Премия Лоренса Оливье | Лучший режиссёр                           | Джон Тиффани       | Победа    |
| 2017 | Премия Лоренса Оливье | Лучшая мужская роль                       | Джейми Паркер      | Победа    |
| 2017 | Премия Лоренса Оливье | Лучшая женская роль второго плана         | Нома Думезвени     | Победа    |
| 2017 | Премия Лоренса Оливье | Лучшая мужская роль второго плана         | Энтони Бойл        | Победа    |
| 2017 | Премия Лоренса Оливье | Лучший костюмер                           | Кристин Джонс      | Победа    |
| 2017 | Премия Лоренса Оливье | Лучшие декорации                          | Катрина Линдси     | Победа    |
| 2017 | Премия Лоренса Оливье | Лучшая постановка звука                   | Гарет Фрай         | Победа    |
| 2017 | Премия Лоренса Оливье | Лучшая постановка света                   | Нил Остил          | Победа    |
| 2017 | Премия Лоренса Оливье | Лучший театральный хореограф              | Стивер Хоггер      | Номинация |
| 2017 | Премия Лоренса Оливье | За выдающееся достижение в музыке         | Имоджен Хип        | Номинация |
| 2018 | Тони                  | Лучшая пьеса                              | Лучшая пьеса       | Победа    |
| 2018 | Тони                  | Лучшая мужская роль в пьесе               | Джейми Паркер      | Номинация |
| 2018 | Тони                  | Лучшая женская роль второго плана в пьесе | Нома Думезвени     | Номинация |
| 2018 | Тони                  | Лучшая мужская роль второго плана в пьесе | Энтони Бойл        | Номинация |
| 2018 | Тони                  | Лучший дизайн костюмов в пьесе            | Катрина Линдси     | Победа    |
| 2018 | Тони                  | Лучший дизайн сцены в пьесе               | Кристин Джонс      | Победа    |
| 2018 | Тони                  | Лучшая постановка звука в пьесе           | Гарет Фрай         | Победа    |
| 2018 | Тони                  | Лучшая постановка света в пьесе           | Нил Остил          | Победа    |
| 2018 | Тони                  | Лучший театральный хореограф              | Стивер Хоггетт     | Номинация |
| 2018 | Тони                  | Лучшая режиссура в пьесе                  | Джон Тиффани       | Победа    |

## Возможная экранизация
В июле 2016 года Warner Bros. Entertainment подала заявку на покупку прав на «Гарри Поттер и проклятое дитя», что привело к предположениям о том, что спектакль станет фильмом, несмотря на более ранние заявления, в первую очередь от создательницы «Гарри Поттера» Джоуан Роулинг, которая заявила, что экранизация не снимается.
5 ноября 2021 года режиссёр «Философского камня» и «Тайной комнаты» Крис Коламбус рассказал, что хотел бы экранизировать пьесу «Проклятое дитя». Когда «The New York Times» спросил Дэниела Рэдклиффа, готов ли он вернуться к своей роли Гарри Поттера, он ответил, что в данный момент он не заинтересован в этом, но не будет отрицать возможность возвращения когда-нибудь в будущем.